# Gust Graas
Gustave „Gust“ Graas (* 19. Dezember 1924 in Esch an der Alzette; † 19. Februar 2020) war ein luxemburgischer Geschäftsmann und Maler. Als Manager war er maßgeblich an der Entstehung des Fernsehsenders RTL beteiligt. Als Künstler war er ein Vertreter der Lyrischen Abstraktion.

## Leben und Werk
Nach Kriegsende studierte Graas Rechtswissenschaft im belgischen Löwen und in Paris. Er arbeitete zunächst als Rechtsanwalt in der Stadt Luxemburg. 1952 ging er als Justiziar zur CLT, aus der später die RTL Group hervorging. 1957 wurde er Generaldirektor und Mitglied des Verwaltungsrates. 1983 gründete er RTL Television, einen der ersten privaten Fernsehsender in Deutschland. Graas war ebenfalls Mitgründer der luxemburgischen Fluggesellschaft Luxair, dessen Verwaltungsrat er über 20 Jahre vorstand.
Neben seiner beruflichen Karriere entwickelte Graas sich als Maler und Bildhauer. Während seiner Studienzeit in Paris lernte er einige Impressionisten kennen, mit denen auch später in Kontakt blieb. Sein Werk zählt zur Lyrischen Abstraktion. 1970 wurde er mit dem Prix Grand-Duc Adolphe ausgezeichnet.
1989 trat Graas in den Ruhestand. Er zog nach Pollença auf Mallorca, wo er weiterhin malte. Seine Ausstellung Mis años en España (1989–2003) zeigte den Einfluss der Sonne und der Farben Mallorcas auf sein Werk. Graas ist am 19. Februar 2020 im Alter von 95 Jahren verstorben.